# Kyrkobyggnader i Östergötland
Kyrkobyggnader i Östergötland började uppföras under 1000-talet, när landskapet kristnades. 

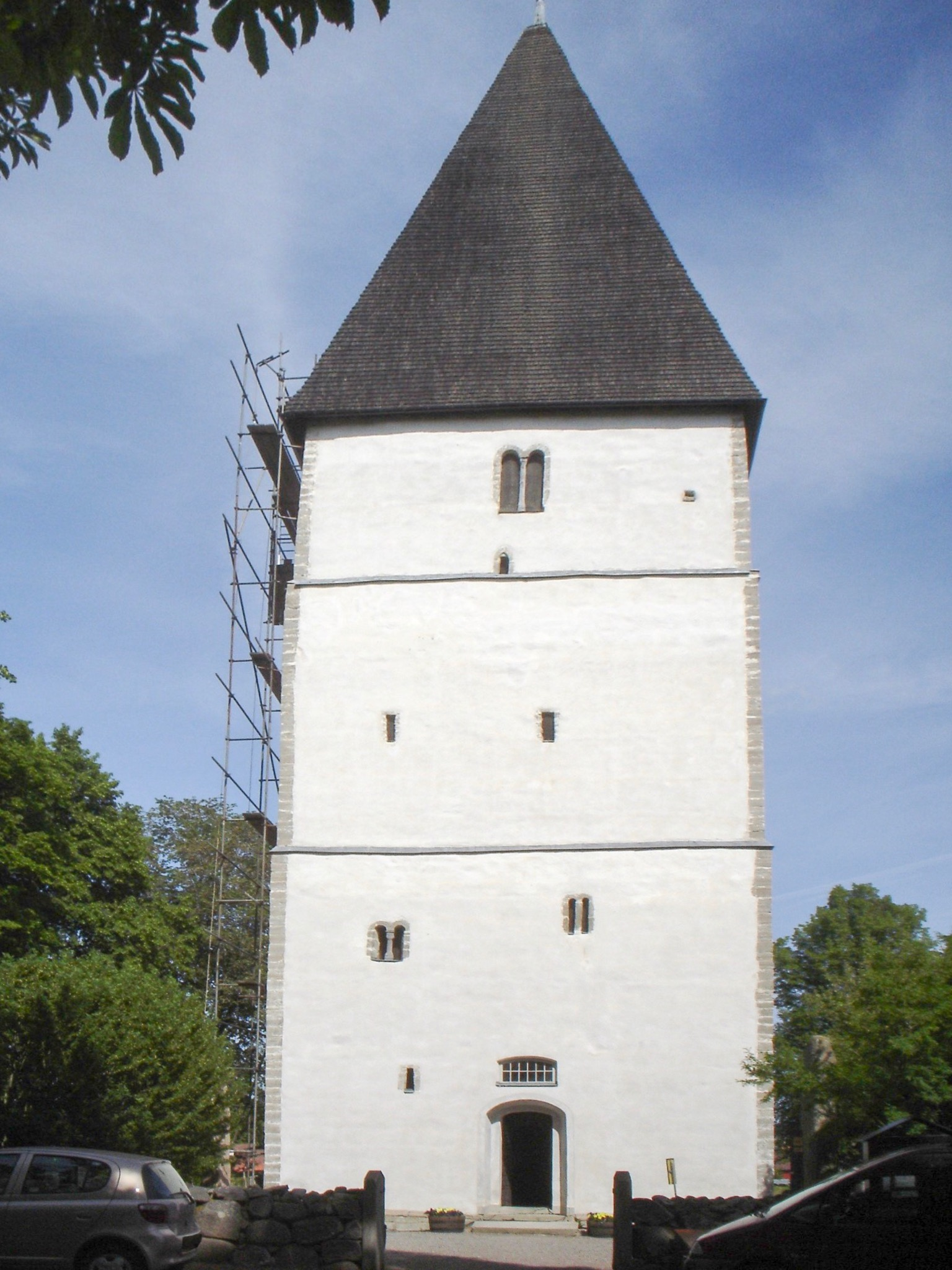
Det tidigmedeltida kyrktornet i Bjälbo.

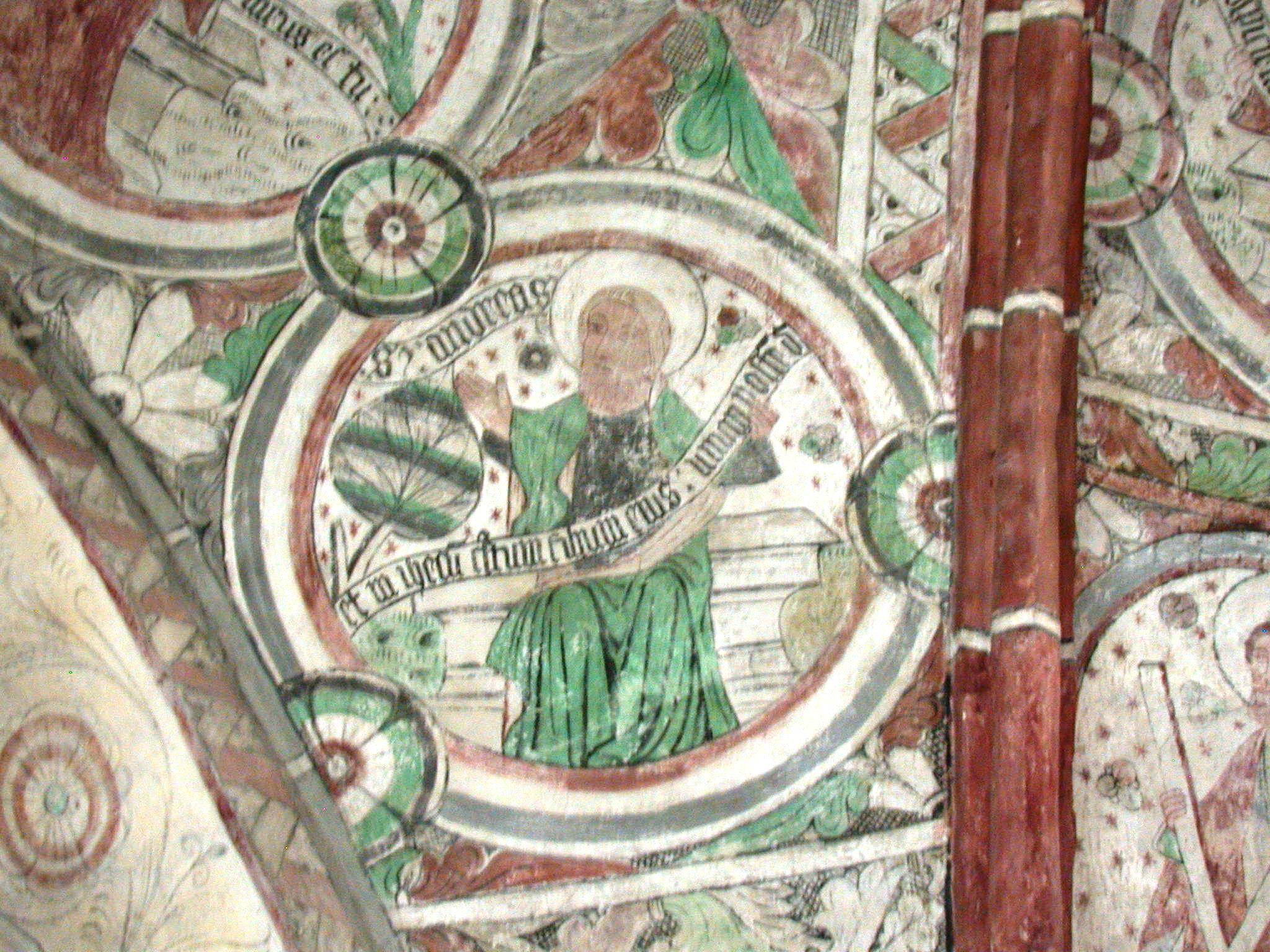
Medeltida kalkmålningar i Örberga kyrka.

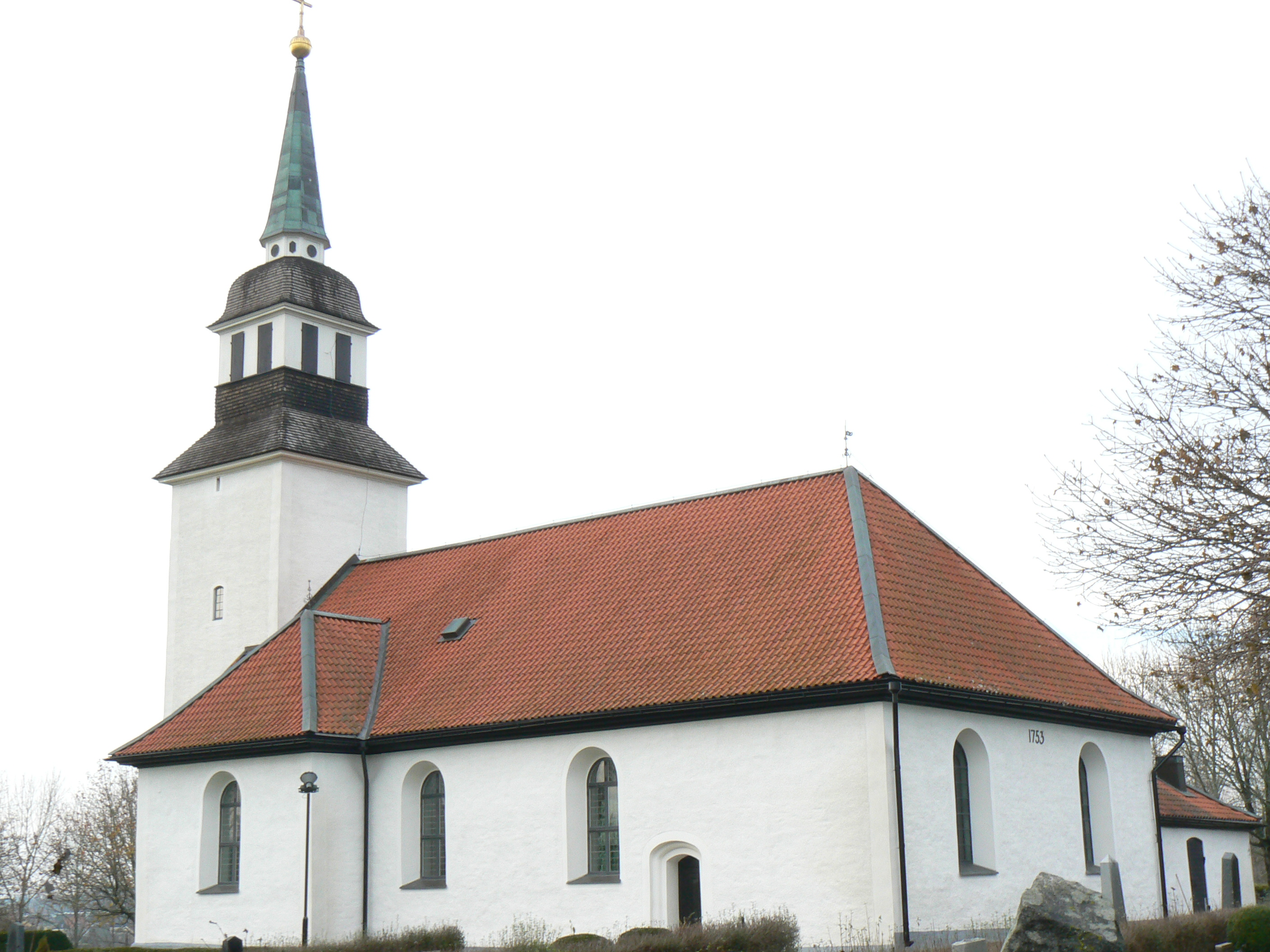
Landeryds kyrka från 1753.

## Historik
De allra första kyrkorna byggdes i trä i mitten av seklet. Ingen av dessa tidiga träkyrkor finns kvar, men man har på olika platser funnit spår av dem, till exempel norr om Bjälbo kyrka. Vid fyndplatsen för en så kallad eskilstunakista, tidigkristet gravmonument, hittade man 1982 grunden till en tidig träkyrka. De allra äldsta bevarade kyrkorna uppfördes i början av 1100-talet och de följande 100 åren innebar ett intensivt kyrkobyggnadsskede. Merparten av Östergötlands drygt 150 sockenkyrkor byggdes mellan åren 1100 och 1350. De flesta av dessa romanska stenkyrkor återfinns på slätten mellan Tåkern och Linköping. De två äldsta daterade kyrkorna i Östergötland är Herrestads kyrka 1112 samt Örberga kyrka 1116. I början av 1100-talet hade Linköping blivit biskopssäte och där påbörjades bygget av Linköpings domkyrka, ett bygge som pågick i 400 år. Den äldsta bevarade träkyrkan är Tidersrums kyrka som uppfördes omkring 1300. Den äldsta dokumenterade kyrkan i Östergötland är dock Klåstad, som ligger nära Vadstena och undersöktes åren 2001–2002. Där fanns det en stavkyrka under 1000-talets första hälft. På 1200-talet byggdes en rundkyrka fem meter söder om träkyrkan, som då revs. Samtidigt slogs tidigkristna gravmonument och kalkstenshällar sönder från den gamla kyrkan. Kanske för att markera att en ny tid skulle komma. Tidigare hade endast enskilda förmögna personer byggt gårdskyrkor.
I Östgötalagens kyrkobalk framgår att kyrkor byggdes på kungligt initiativ: "Konungen låter kyrkobygge börja, bönderna föra det till slut.". Även andra stormän kunde låta påbörja kyrkobyggen, i Östergötland gäller det den Sverkerska ätten och den så kallade Bjälboätten från Bjälbo. Kyrkor med torn hade särskild status och i Bjälbo kyrka lät Birger Brosa bygga ett murat torn i fem våningar, som förmodligen användes både som magasin och som bostad. Kaga kyrka uppfördes av kung Sverker den äldre på kunglig mark med torn och invigdes av honom 1137. På 1230-talet lät biskop Bengt inleda en ombyggnad av Linköpings domkyrka, som kom att pågå i ytterligare 300 år. Under ombyggnaden förändrades det arkitektoniska idealet från romansk stil till gotik, vilket innebär att man än idag kan se märkliga stilblandningar inne i domkyrkan. Ombyggnaden av domkyrkan avstannade i samband med digerdöden och återupptogs först i början av 1400-talet. Den domkyrka som finns idag är främst präglad av den ombyggnad som skedde efter en förödande brand under 1500-talet.
De medeltida kyrkorna var tillräckliga för socknarnas behov ända fram till 1700-talet, då stigande befolkningssiffror gjorde att många av dem istället började bli för trånga. De var dessutom dåligt underhållna och ofta mörka inomhus. En del socknar valde att utvidga den gamla kyrkan eller bygga en ny, (liksom i många andra delar av landet). Två exempel är Grebo kyrka i Stångådalen och Östra Husby kyrka på Vikbolandet. Många av de gamla medeltidskyrkorna revs och den gamla stenen användes vid bygget av den nya kyrkan. Exempel på detta är Röks kyrka, som byggdes i Karl Johan-stil, och Högby kyrka, byggd i nygotisk stil. Under 1880-talet gjorde Helgo Zettervall en ombyggnad av domkyrkan och den fick då en hög gotisk spira. Zettervall ritade också den nygotiska Matteus kyrka i Norrköping. Under 1900-talet har ett mindre antal nya kyrkor byggts. Några exempel är Mikaelskyrkan i Linköping, som har sin verksamhet i ett tidigare sädesmagasin från 1700-talet, samt Sankta Maria kyrka i Johannelund i Linköping, som byggdes på 1950-talet.